# Uvaria puguensis
Uvaria puguensis är en kirimojaväxtart som beskrevs av David Mark Johnson. Uvaria puguensis ingår i släktet Uvaria och familjen kirimojaväxter. IUCN kategoriserar arten globalt som akut hotad. Inga underarter finns listade i Catalogue of Life.